# Arte hawaiano

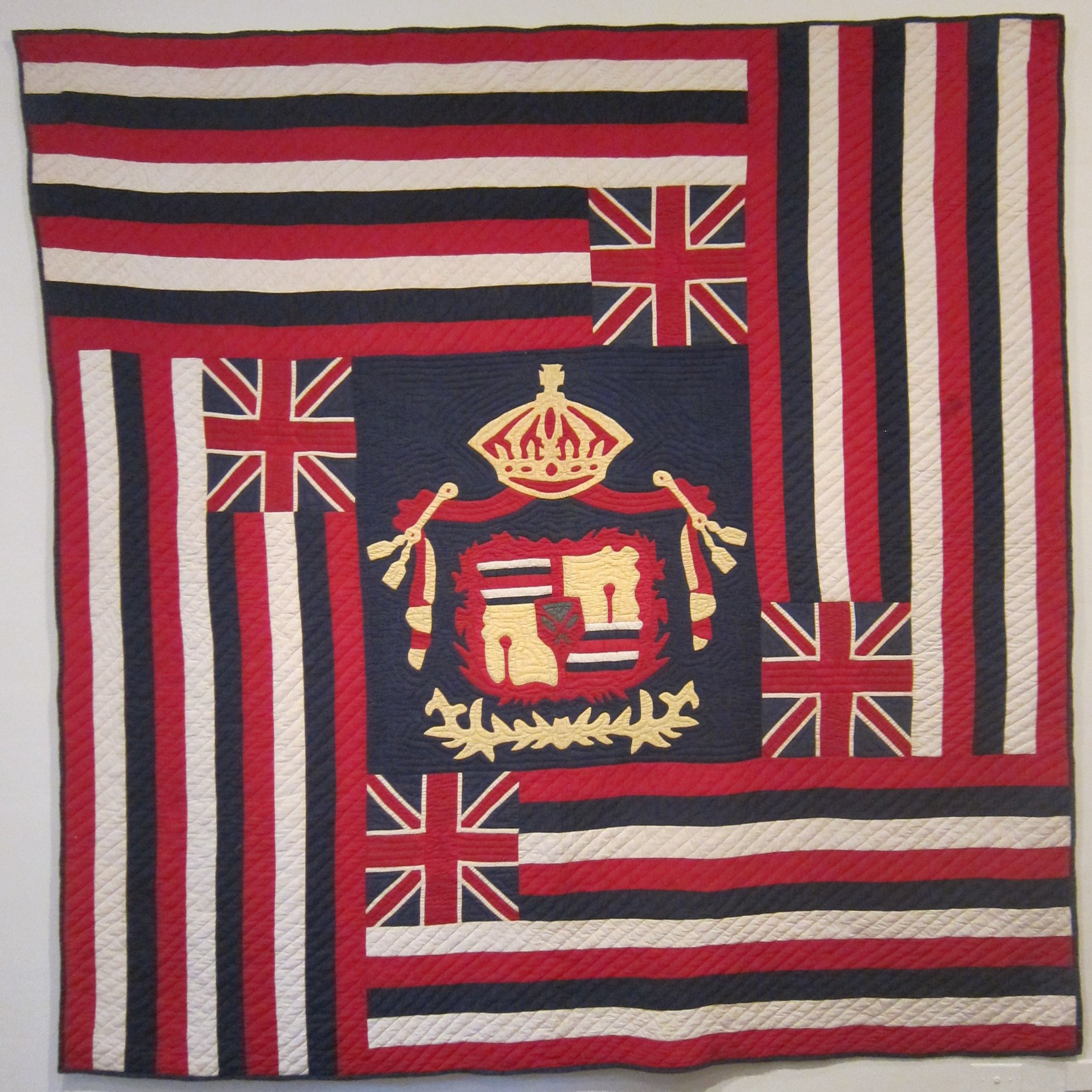
Kuʻu Hae Aloha (Mi Amada Bandera), edredón de algodón hawaiiano de Waimea, anterior a 1918, Museo de Arte de Honolulu.

El archipiélago de Hawái consta de 137 islas, situadas en el océano Pacífico a gran distancia de cualquiera otra tierra. Los polinesios llegaron a estas islas entre hace mil y dos mil años y en 1778 el Capitán James Cook y su tripulación se convirtieron en los primeros europeos en visitar Hawái (a las que llamaron Islas Sándwich). El arte creado en estas islas puede clasificarse en varias categorías: arte anterior a la llegada de Cook; arte producido por los occidentales al poco tiempo de llegar a las islas; y arte producido por hawaianos incorporando ideas y materiales occidentales. Pueden encontrarse colecciones públicas de arte hawaiano en el Museo de Arte de Honolulu, el Bishop Museum (Honolulu), el Museo de Arte del Estado de Hawái y la Universidad de Gotinga, en Alemania.
En 1967, Hawái se convirtió en el primer estado de los Estados Unidos en aprobar una Ley de tanto por ciento para el arte (Percent for Art law). La Ley del arte en los edificios del Estado (Art in State Buildings law) estableció el Programa de arte en espacios públicos (Art in Public Places Program) y destinó el uno por ciento del presupuesto de construcción de nuevas escuelas públicas y de edificios estatales a la adquisición de obras de arte, ya fuera mediante encargo o mediante compra de piezas ya existentes.

## El arte anterior a la llegada de James Cook

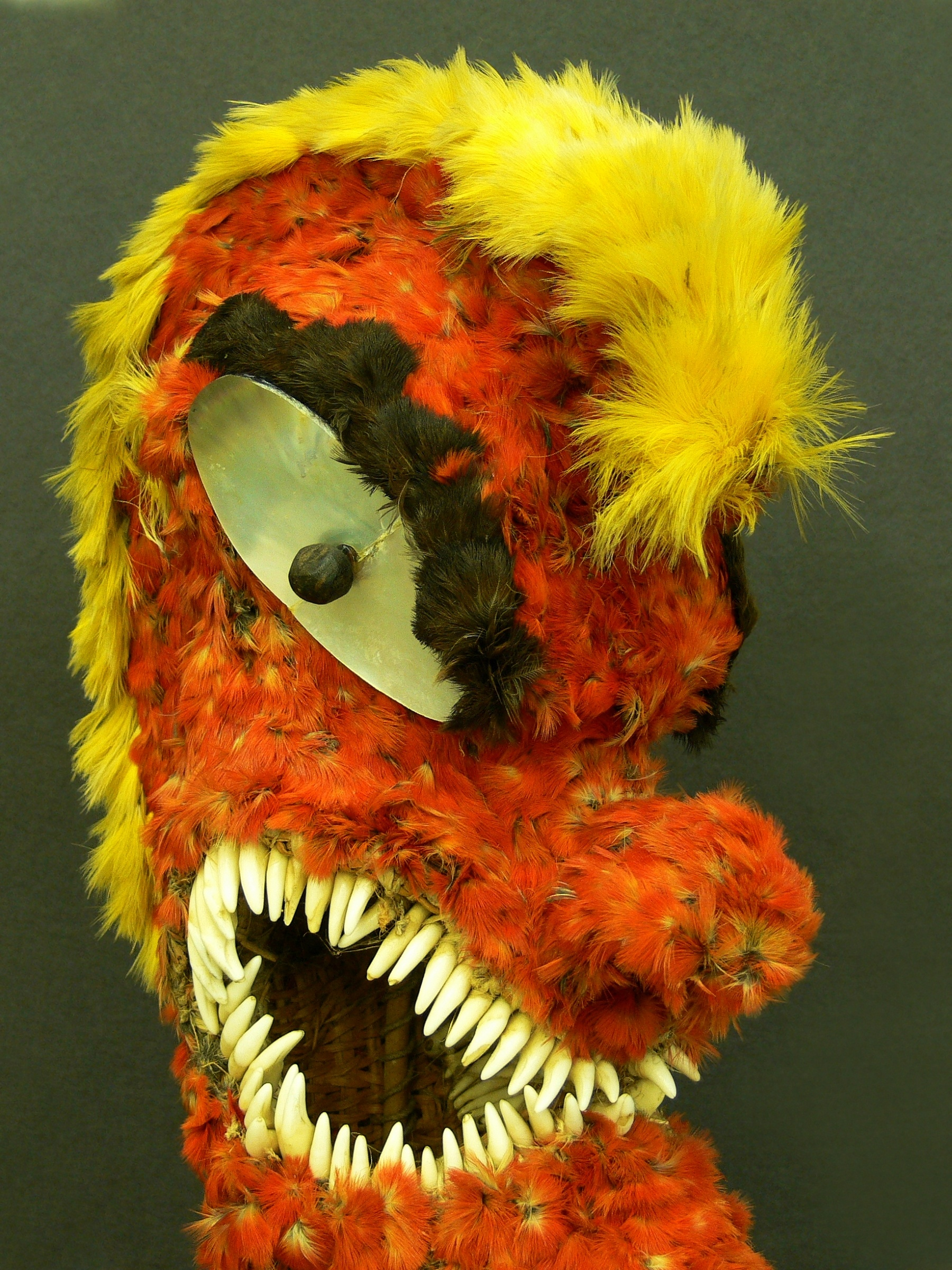
Kii-Hulu Manu (figura hawaiana hecha de plumas),, posible representación de Kuka'ilimoku, mimbre, plumas, nácar y dientes de perro, Colección Cook-Forster de la Universidad de Gotinga, Alemania

El arte desarrollado con anterioridad a la llegada de James Cook es muy similar al arte de otras islas del Pacífico. Este arte incluye tallas de madera, trabajos con plumas, petroglifos, tela de corteza (llamado kapa en hawaiiano y tapa en otros lugares del Pacífico) y tatuajes. Los hawaianos nativos no conocieron ni el metal ni los tejidos de tela. La producción de estas formas de arte continuó después de la llegada de Cook. Algunos artesanos aún practican estas manifestaciones artísticas hawaianas tradicionales, tanto para vender a los turistas como para preservar la cultura nativa.

## El arte producido por visitantes
Algunos de los primeros occidentales que visitaron Hawái eran artistas, tanto profesionales como aficionados. Muchos de los barcos de exploradores llevaban como parte de su tribulación a artistas profesionales para reproducir y dejar constancia de sus descubrimientos. Estos artistas hicieron bocetos y dibujaron a las personas y los paisajes de Hawái utilizando materiales y conceptos importados. En este grupo de artistas se incluyen Alfred Thomas Agate (estadounidense, 1812-1849), Mabel Álvarez (estadounidense de origen español, 1891-1985), Auguste Borget (francés, 1809-1877), George Henry Burgess (inglés, 1831-1905), Jean Charlot (francés, 1898-1979), Nicholas Chevalier (1828-1902), Louis Choris (germano–ucraniano, 1795-1828), Ernest William Christmas (australiano, 1863- 1918), Amelia R. Coats (estadounidense), Constance Fredericka Gordon Cumming (escocesa, 1837-1924), Robert Dampier (inglés, 1800-1874), Stanislas-Henri-Benoit Darondeau (francés, 1807-1841), John La Farge (estadounidense, 1835-1910), Ejler Andreas Jorgensen (danés, 1838-1876), Georgia O'Keeffe (estadounidense, 1887-1986), Roi George Partridge (estadounidense, 1888-1984), Ambrose McCarthy Patterson (australiano, 1877-1967), Enoch Wood Perry, Jr. (estadounidense, 1831-1915), James Gay Sawkins (británico, 1806-1878), Eduardo Lefebvre Scovell (inglés, 1864-1918), Joseph Henry Sharp (americano, 1859-1953), John Mix Stanley (estadounidense, 1814-1872), Joseph Dwight Strong (estadounidense, 1852-1899), Augustus Vincent Tack (estadounidense, 1870-1949), Adrien Taunay el joven (francés, 1803-1828), Jules Tavernier (francés, 1844-1889), William Pinkney Toler (estadounidense, 1826-1899), Hubert Vos (neerlandés, 1855-1935), Lionel Walden (estadounidense, 1861-1933), John Webber (anglosuizo, 1752-1793) y Theodore Wores (estadounidense, 1859-1939). Fueron especialmente populares las escenas nocturnas de volcanes en erupción, dando lugar a La Escuela del Volcán.

## El arte producido por hawaianos y residentes permanentes
Las obras de arte producidas por nativos hawaianos y por residentes permanentes que incorporan ideas y materiales occidentales incluyen pinturas sobre lienzo y edredones. Pueden versar sobre temas claramente hawaianos o sobre otros tan diversos como sus respectivos lugares de origen. La mayoría del arte actualmente producido en Hawái corresponde a esta tercera categoría. Los principales artistas pertenecientes a esta categoría incluyen al escultor Satoru Abe (Hawái, 1926-), al tallador en madera Fritz Abplanalp (Suiza, 1907-1982), al escultor Bumpei Akaji (Hawái, 1921-2002), a Charles W. Bartlett (San Francisco,1860-1940), a la escultora Marguerite Louis Blasingame (Hawái, 1906-1947), al escultor Edward M. Brownlee (Oregón, 1929-), a Isami Doi (Hawái, 1903-1965), a Paul Emmert (Suiza, 1826-1867), a Robert Lee Eskridge (Pensilvania, 1891-1975), a la ceramista Sally Fletcher-Murchison (Hawái, 1933-), a Cornelia MacIntyre Foley (Hawái 1909-), a Juliette May Fraser (Hawái, 1887-1983), a Charles Furneaux (Boston, 1835-1913), Hon Chew Hee (Hawái, 1906-1993), a D. Howard Hitchcock (Hawái, 1861-1943), a Ogura Yonesuke Itoh (Japón, 1870-1940), a la Princesa Victoria Ka'iulani (Hawái, 1875-1899), a Herb Kawainui Kane (Minnesota, 1928-), a John Melville Kelly (California, 1877-1962), a la escultora Kate Kelly (1882-1964), a Keichi Kimura (Hawái, 1914-1988), a Sueko Matsueda Kimura (Hawái, a 1912-), a John Ingvard Kjargaard (Dinamarca, 1902), a Alan Leitner (California, 1947-), a Huc-Mazelet Luquiens (Massachusetts, 1881-1961), a Genevieve Springston Lynch (Oregón, 1891-1960), a Alexander Samuel MacLeod (Canadá, 1888-1956), a Arman Tatéos Manookian (Constantinopla, 1904-1931), a Joseph Nawahi (Hawái, 1842-1896), a Ben Norris (California, 1910-2006), a Louis Pohl (Cincinnati, 1915-1999), a Shirley Ximena Hopper Russell (Los Ángeles, 1886-1985), al escultor Mamoru Sato (Texas,1937-), a Tadashi Sato (Hawái, 1954-2005), a Lloyd Sexton, Jr. (Hawái, 1912-1990), a Alice Louise Judd Simpich (Hawái, 1918-2006), al ceramista Toshiko Takaezu (Hawái, 1922-2011), a Reuben Tam (Hawái,1916-1991), a Masami Teraoka (Japón, 1936-), al pintor John Paul Thomas (Alabama, 1927-2001), a Madge Tennent (Inglaterra, 1889-1972), a William Twigg-Smith (Nueva Zelanda, 1883-1950), a John Chin Young (Hawái, 1909-1997), al escultor Jerry Vasconcellos (Hawái, 1948 -) o al fotógrafo artístico Kim Taylor Reece (1949-).

## Selección de obras de arte hawaiano

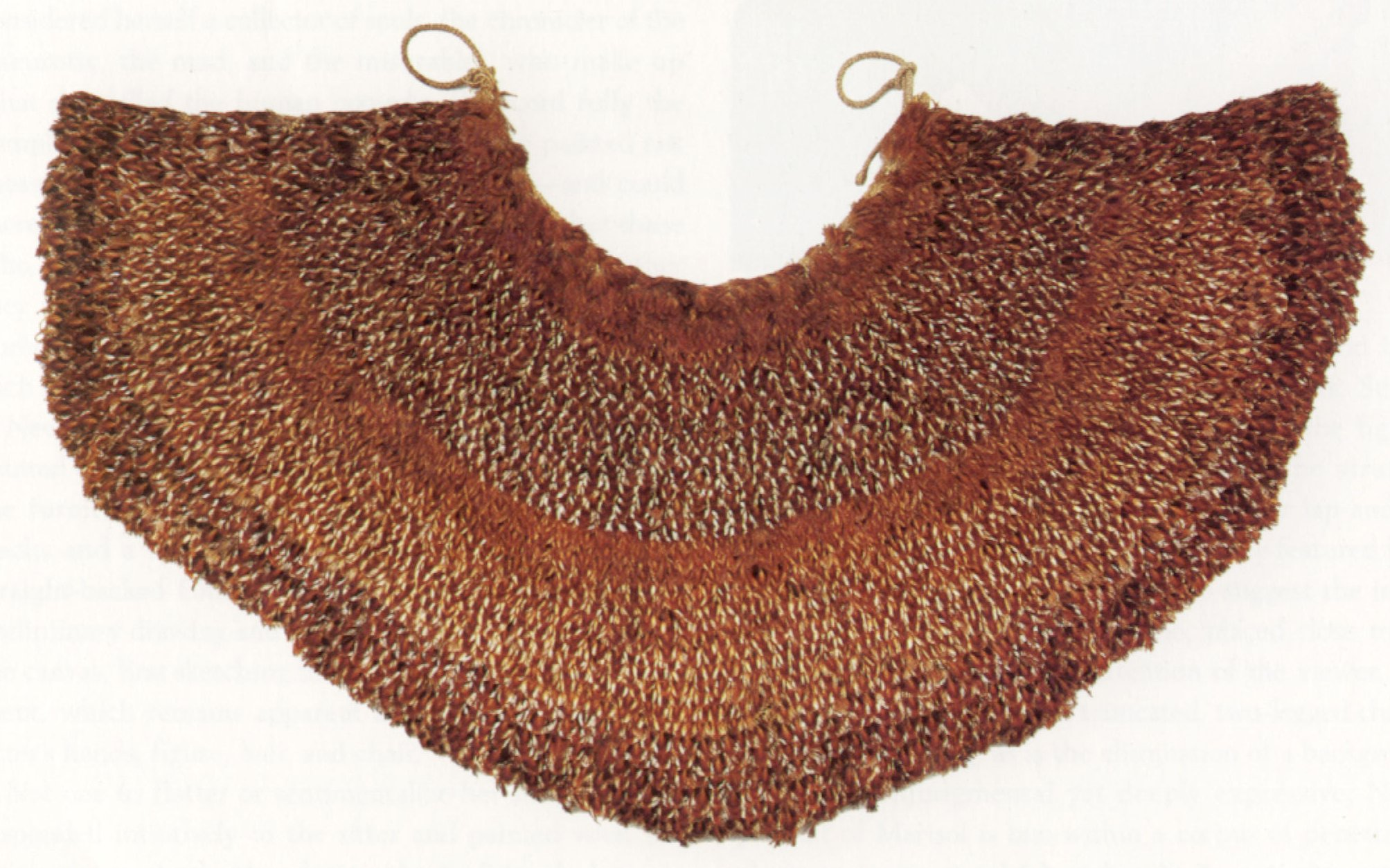
Capa Hawaiana, siglo XVIII; plumas de pueo atadas a malla, Honolulu Museum of Art
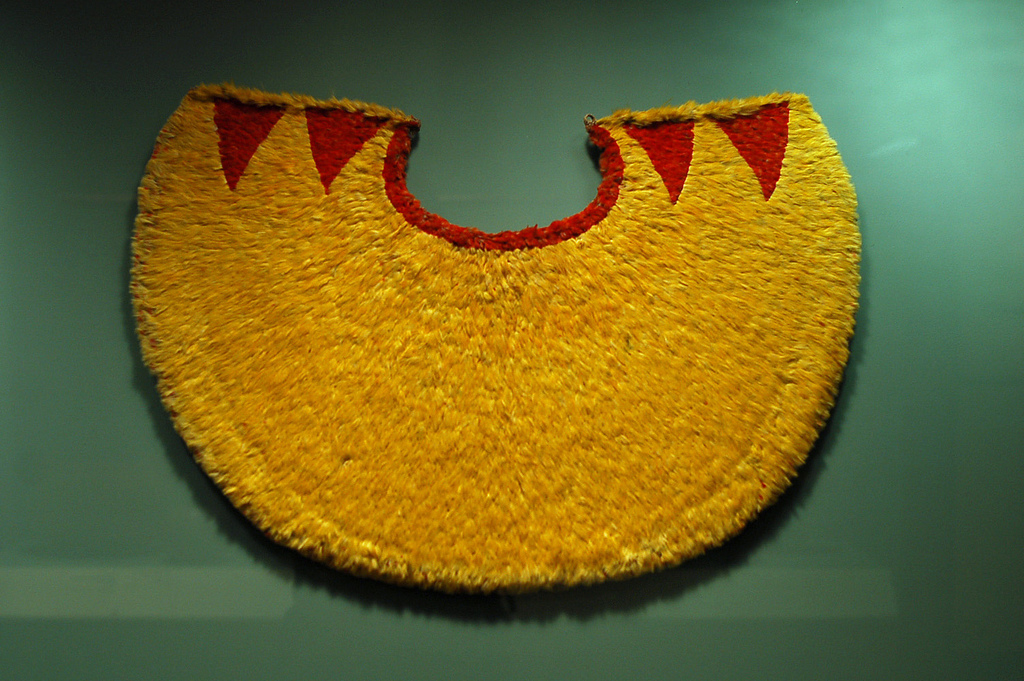
Ahuliʻi (capa de plumas), Archipiélago de Hawái, finales del s. XVIII - principios del s. XIX, plumas de ʻiʻiwi y ʻōʻō, sobre fibras de olonā, Honolulu Museum of Art
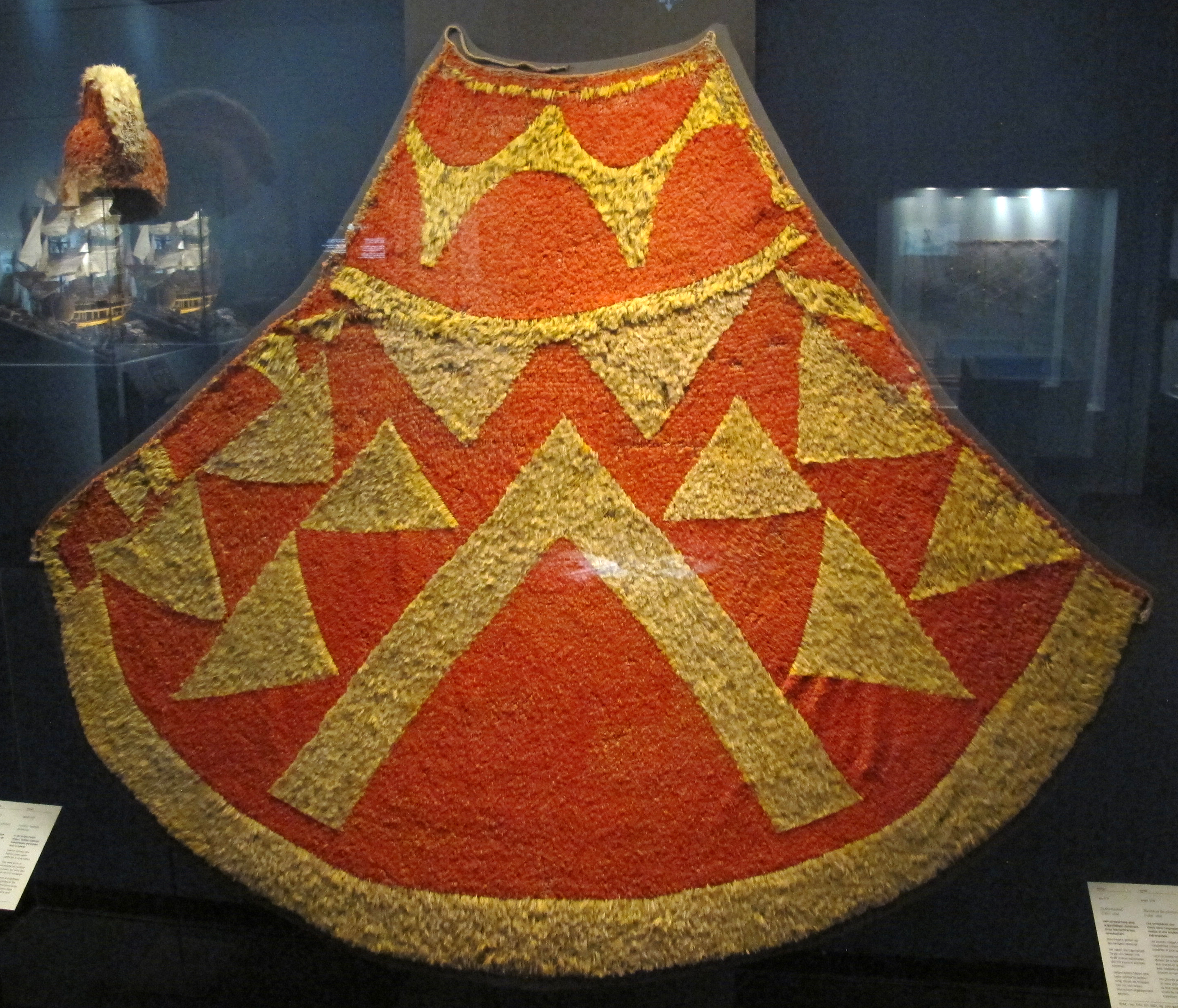
Ahu Ula capa con plumas, anterior a 1779, Historisches Museum Bern
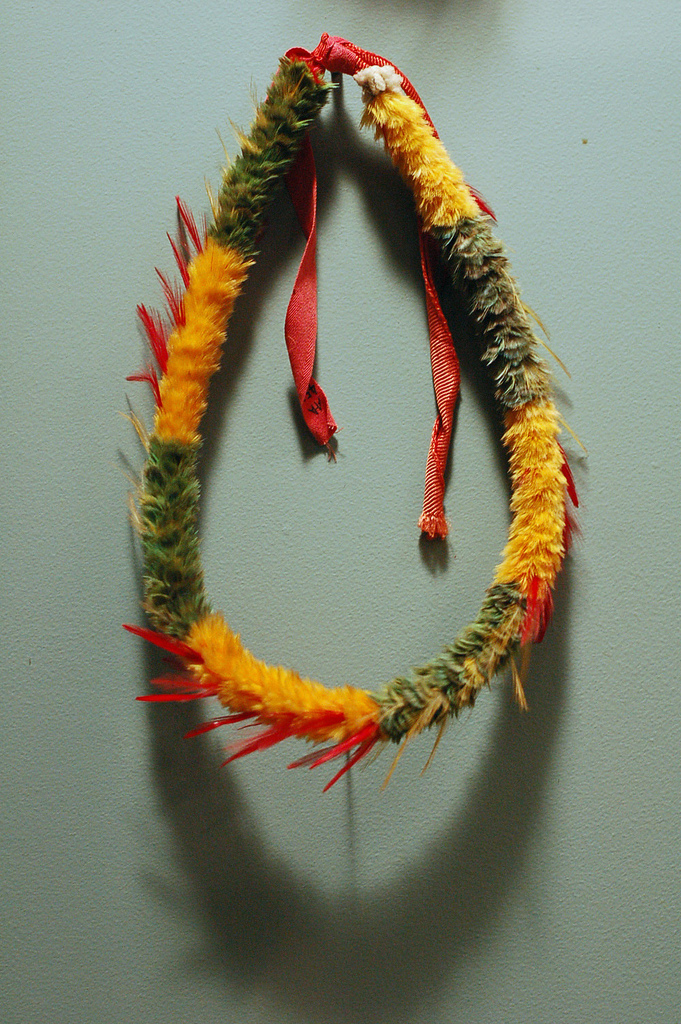
Lei Hulu (lei de plumas), Archipiélago de Hawái, siglo XIX, plumas de ʻiʻiwi, ʻōʻō y de ʻōʻū, Honolulu Museum of Art
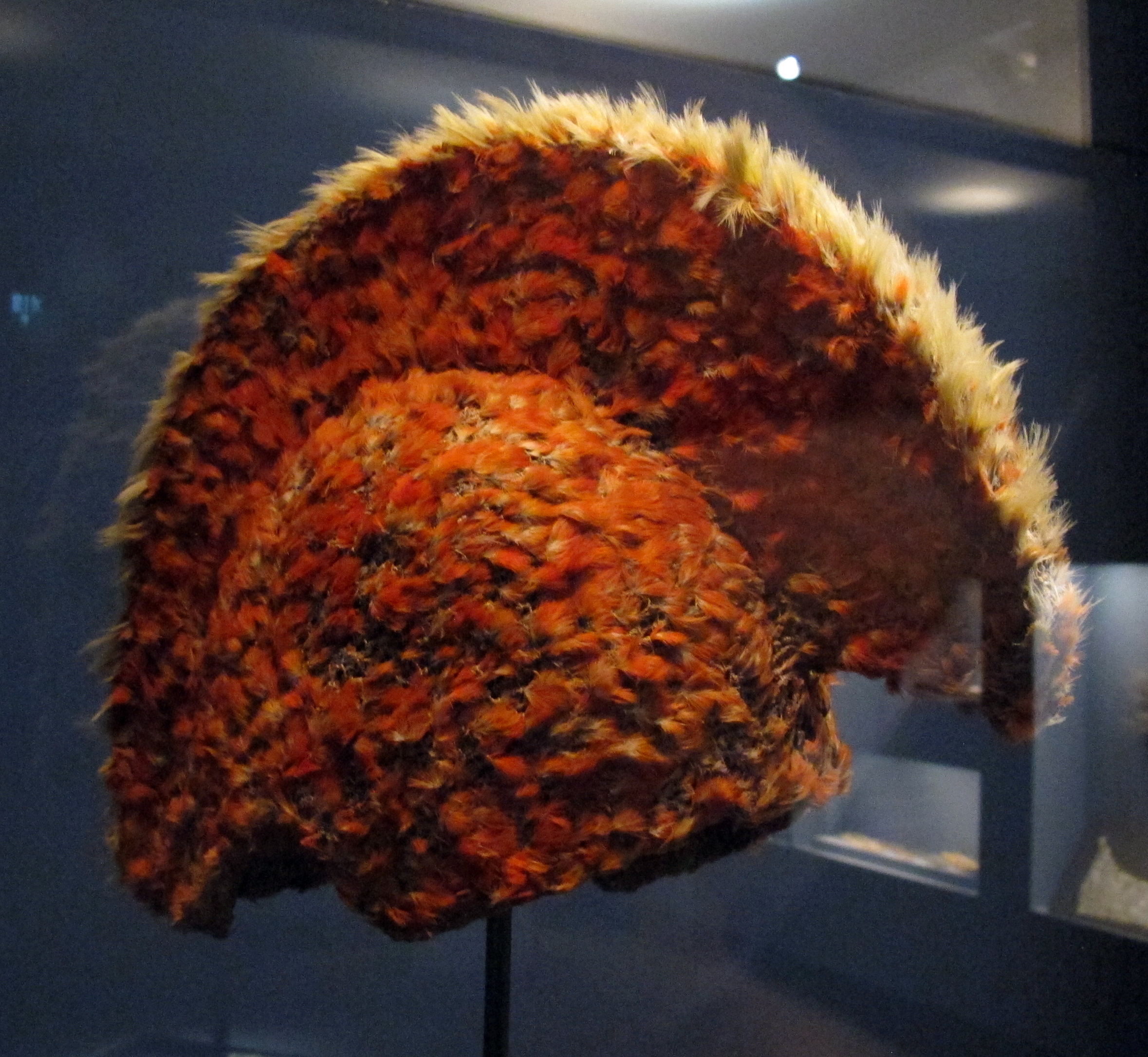
Casco hawaiano de plumas, anterior a 1779, Historisches Museum Bern
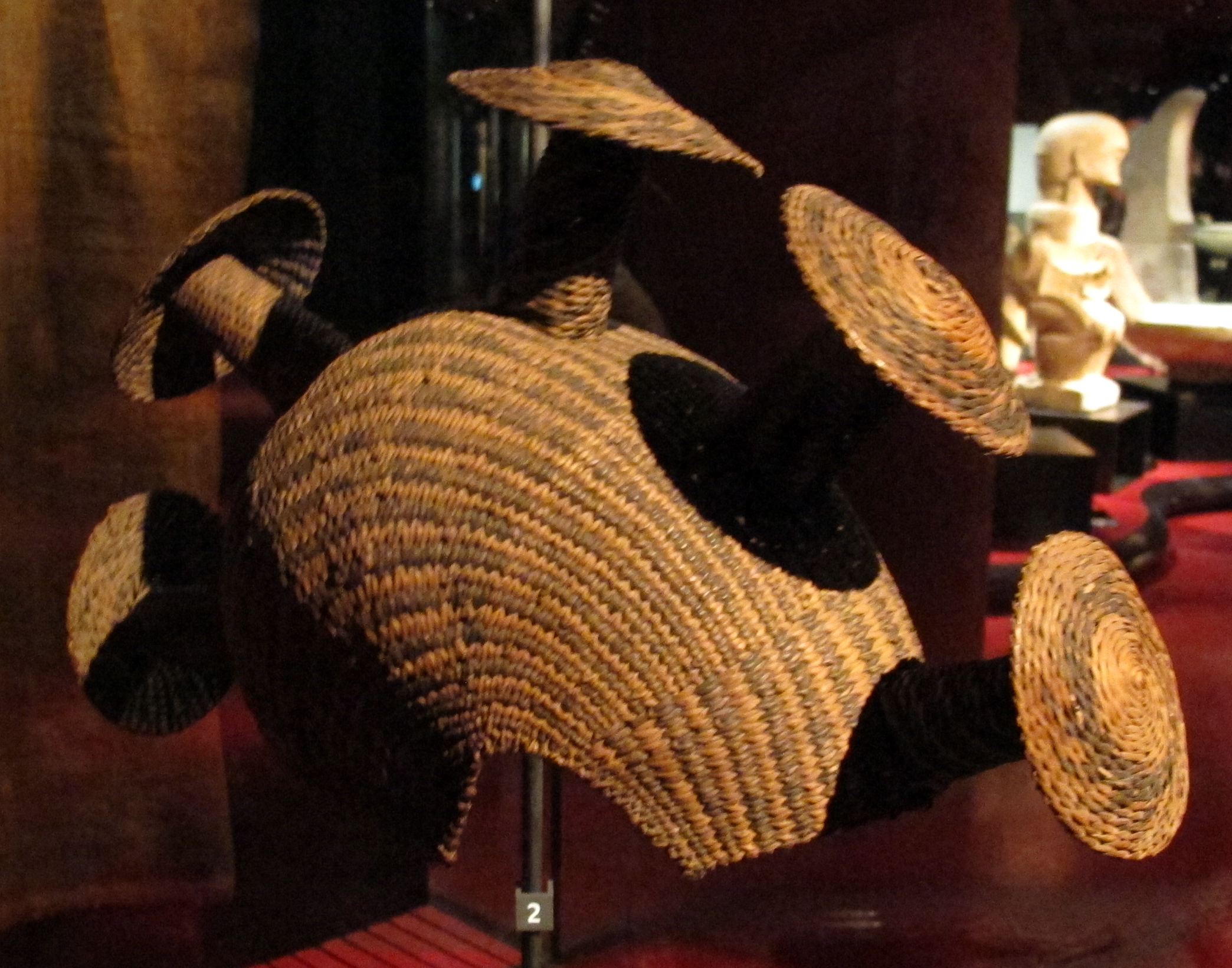
Casco Mahiole, inicios del s. XIX, Musée du quai Branly, Paris
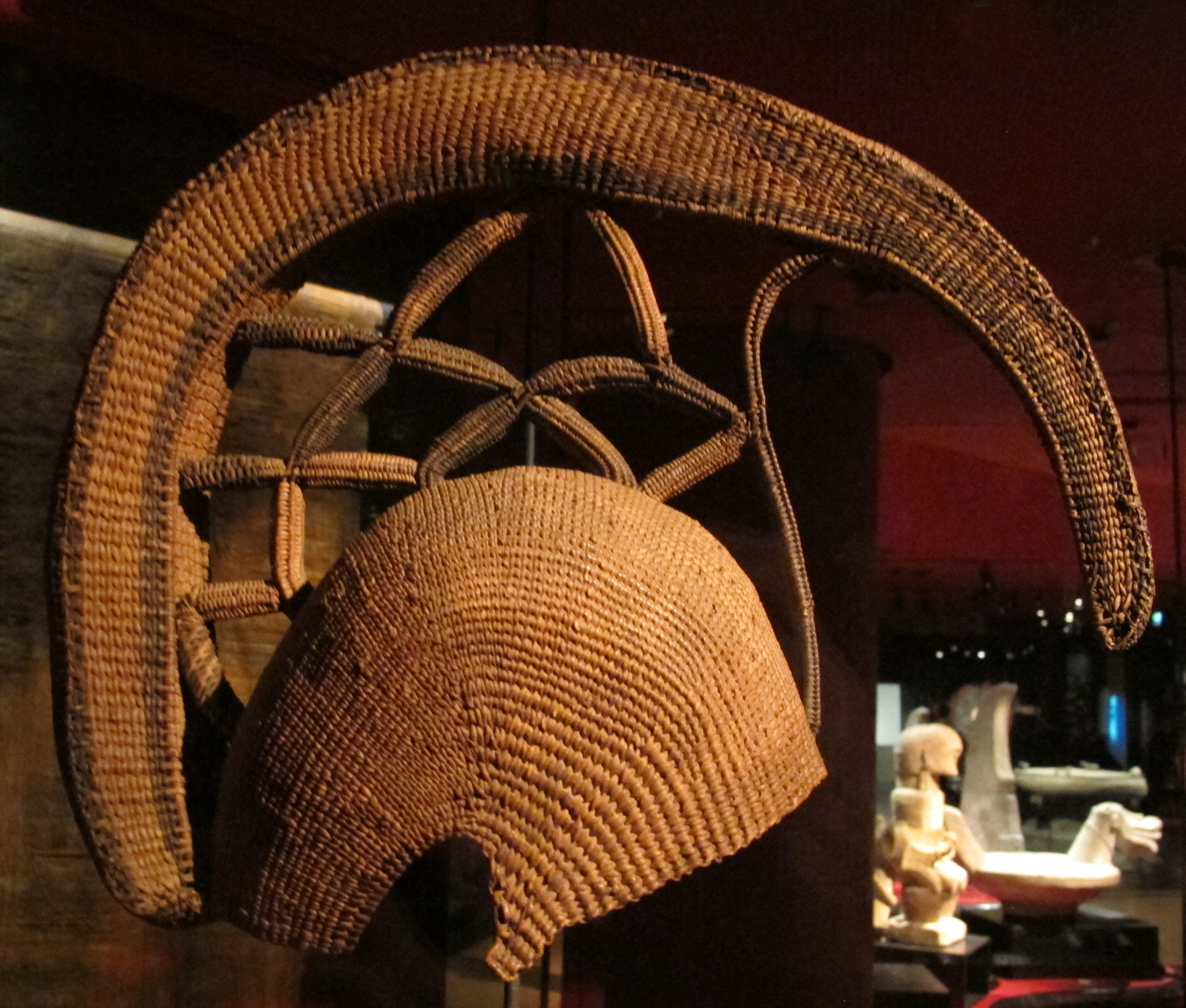
Casco Mahiole, inicios del s. XIX, Musée du quai Branly, Paris
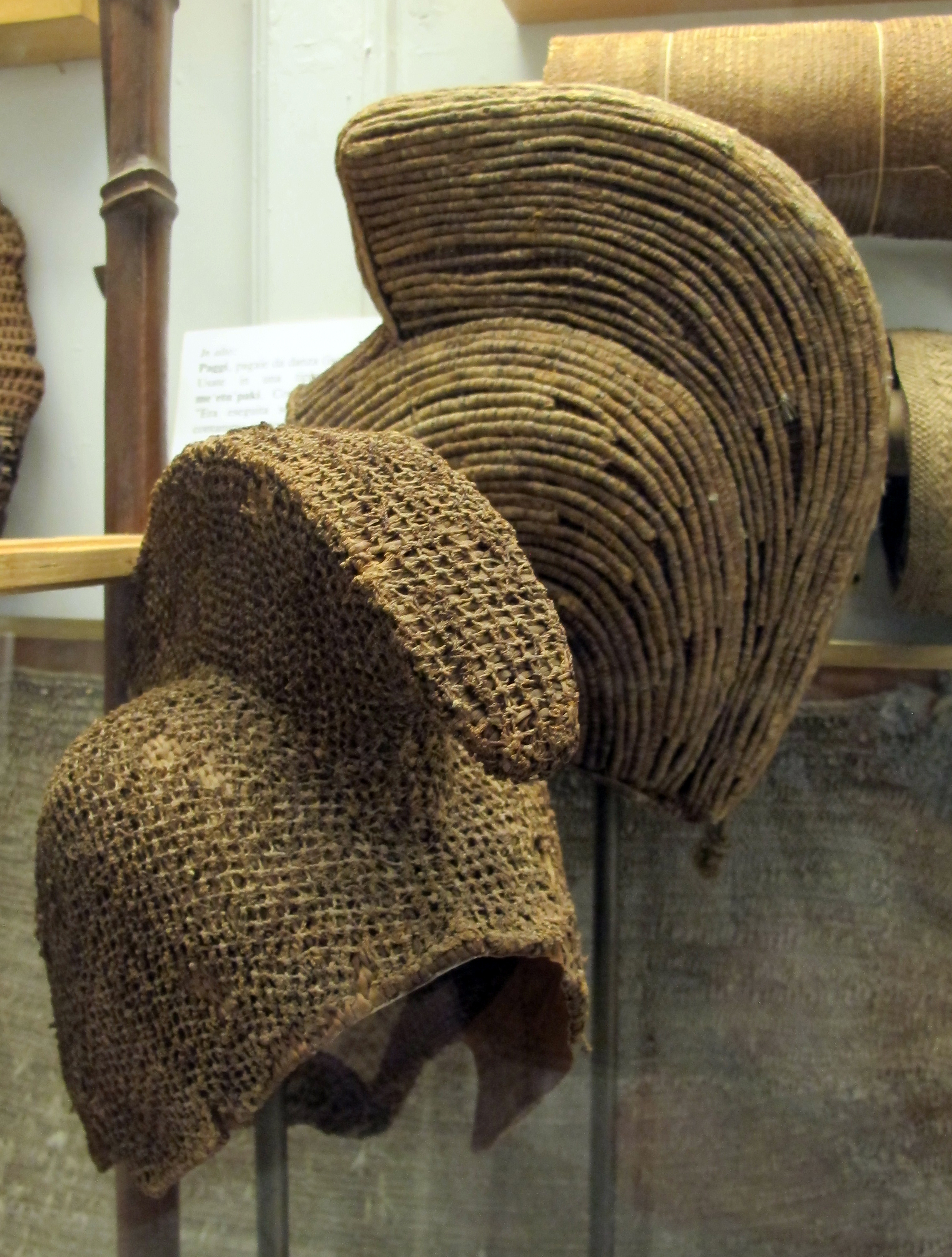
Dos cascos con cresta, llamados de "estilo helénico", Museo di Storia Naturale, Florencia
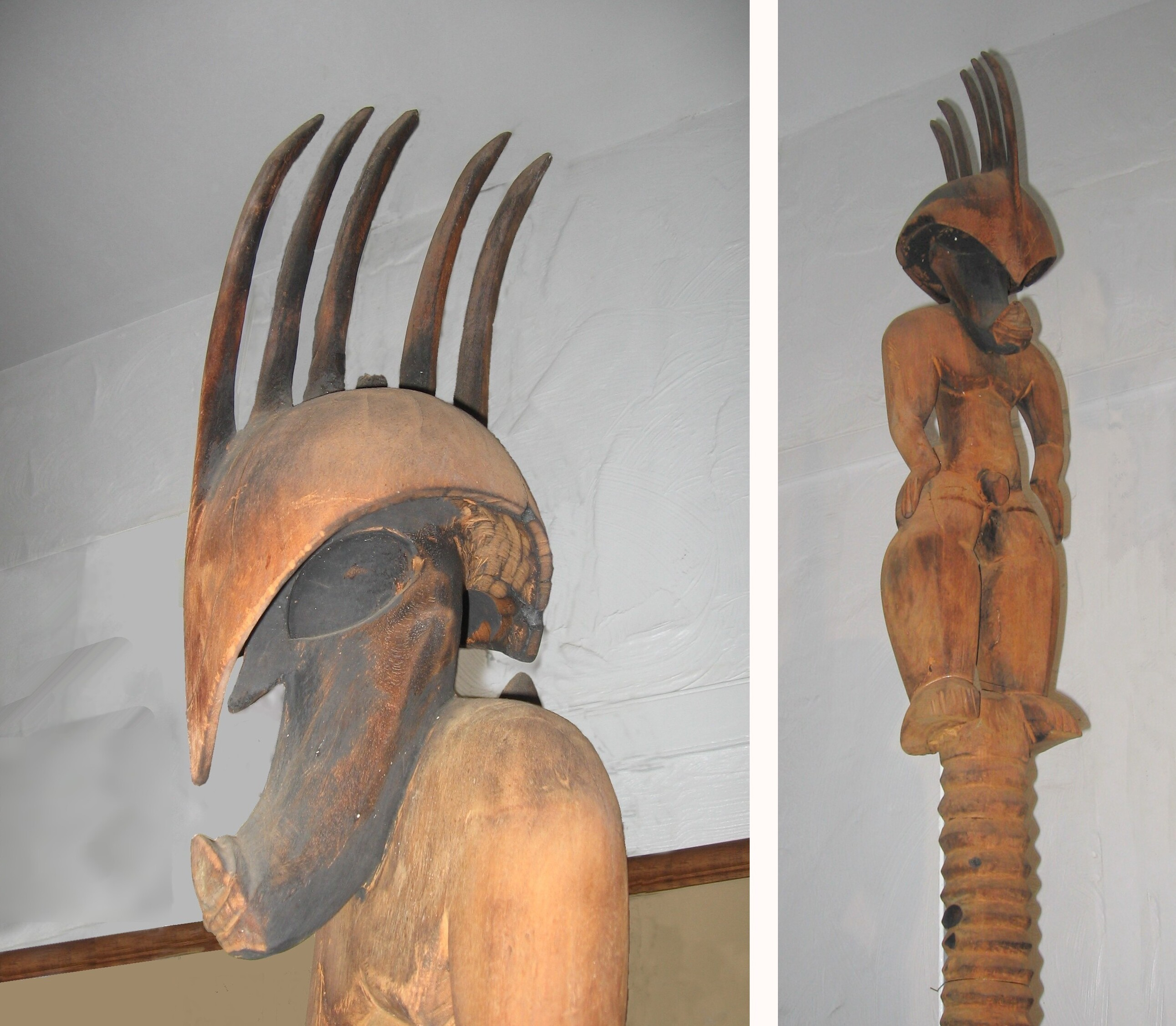
Estatua de madera de Kamapuaʻa,  Bailey House Museum
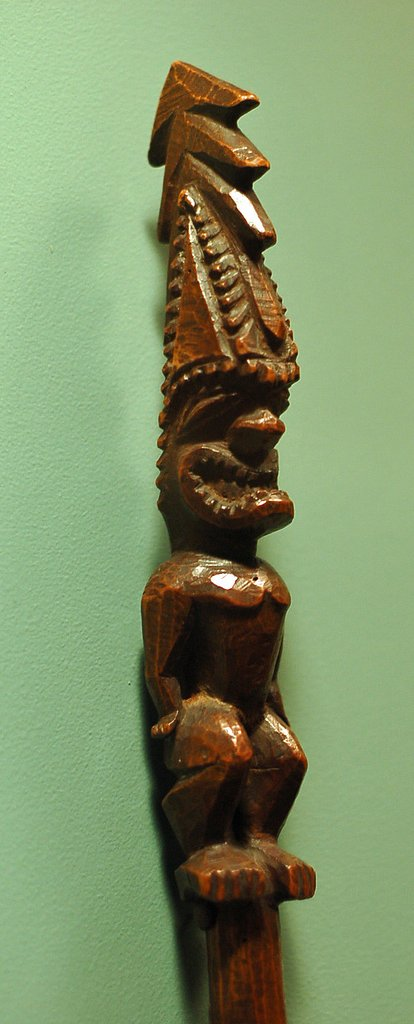
Akua Kaʻai (bastón figurativo), finales del s. XVIII - inicios del s. XIX, Honolulu Museum of Art
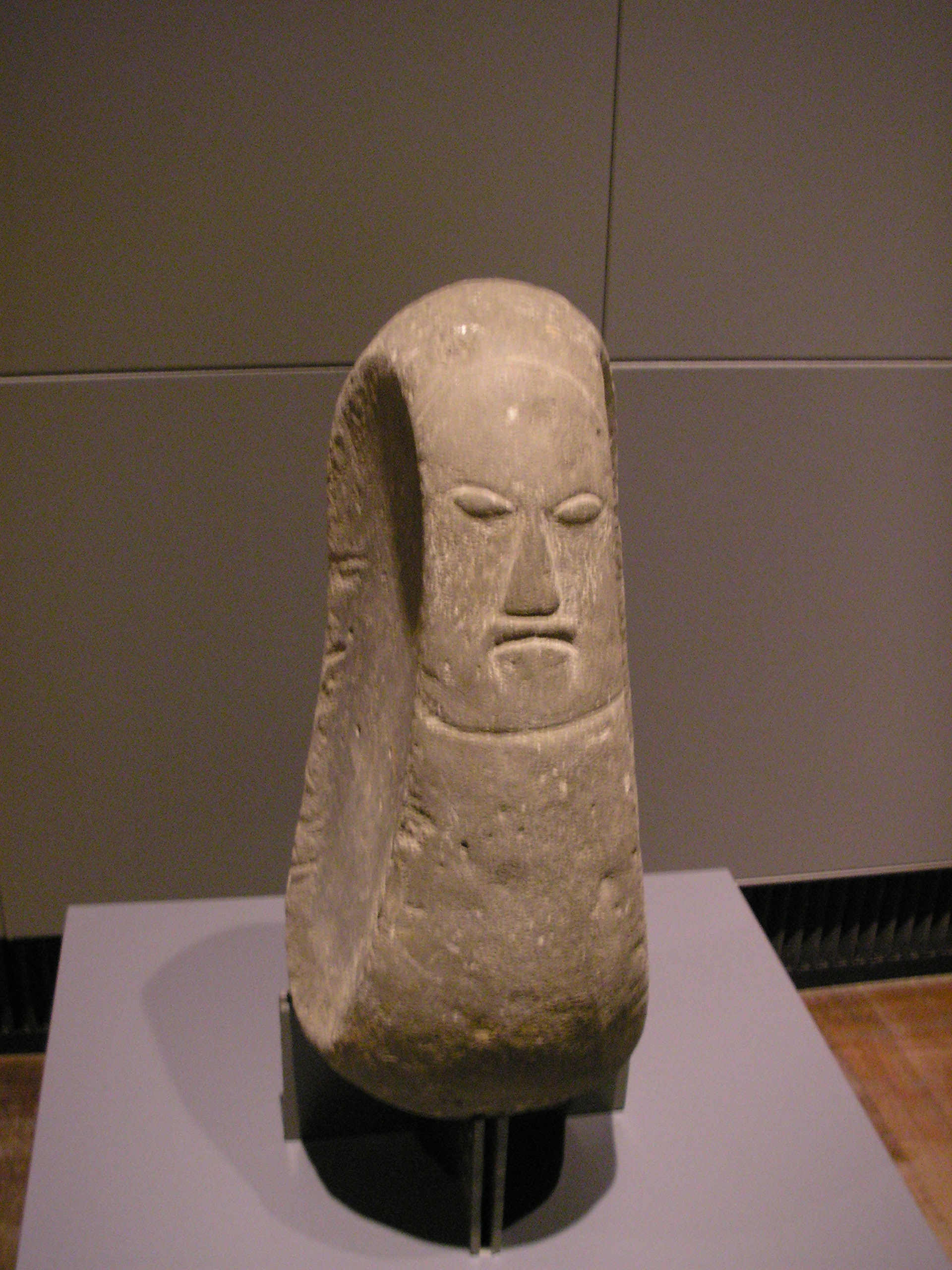
Probablemente, el dios de los talladores de canoas, Museo Etnológico de Berlín
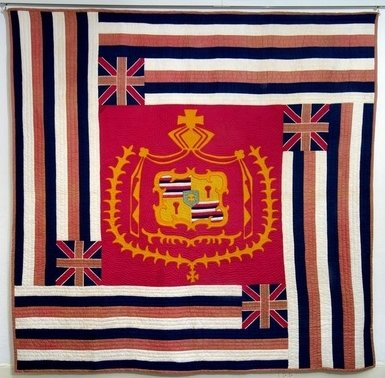
Kuʻu Hae Aloha (Mi bandera amada) edredón hawaiano de algodón procedente de Maui, c. 1890, Mission Houses Museum, Honolulu, Hawái
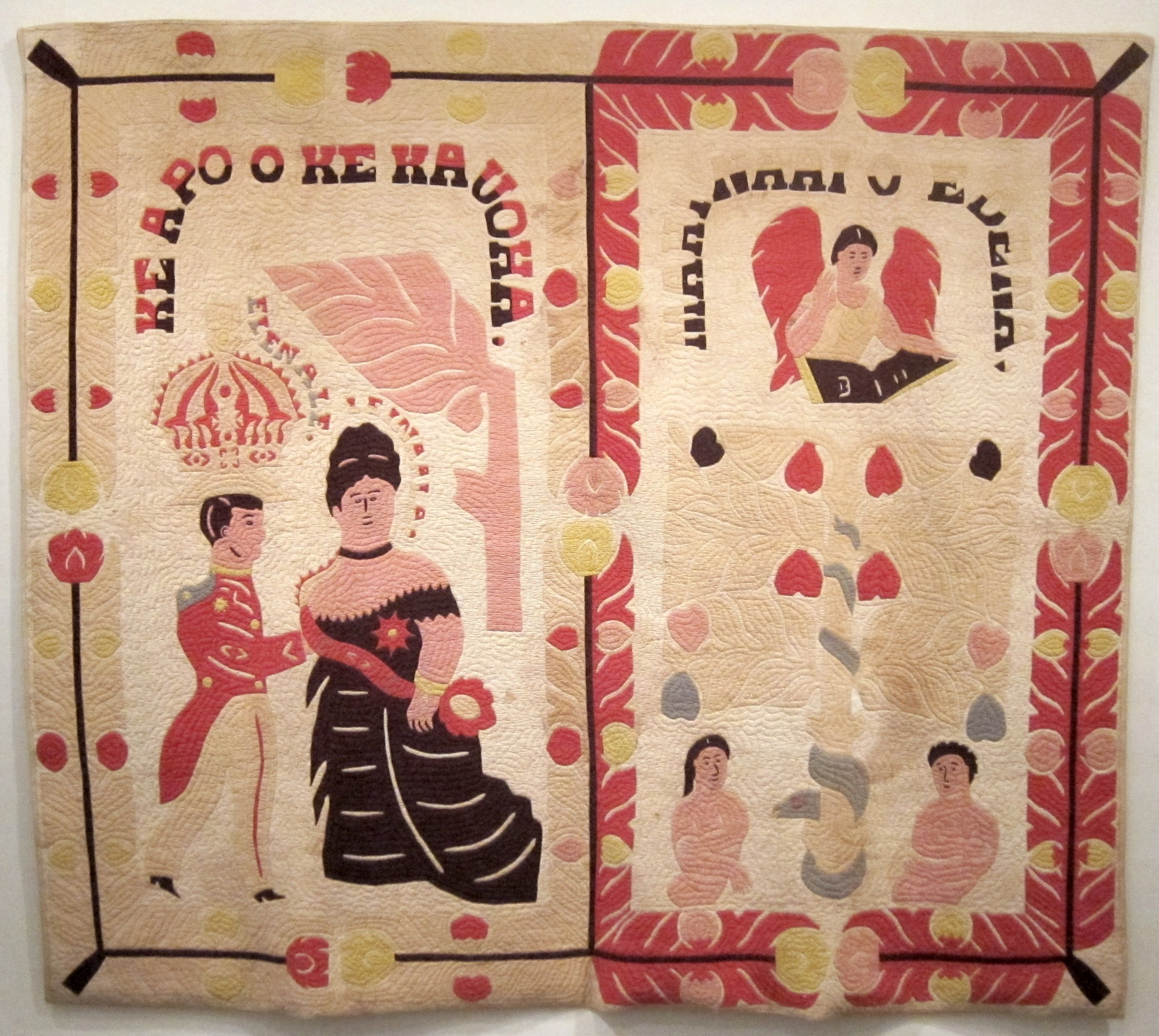
Na Kihapai Nani Lua ʻOle O Edena a Me Elenale (La inigualable belleza de los Jardines del Edén y de Elenale), edredón hawaiano de algodón, anterior a 1918, Honolulu Museum of Art
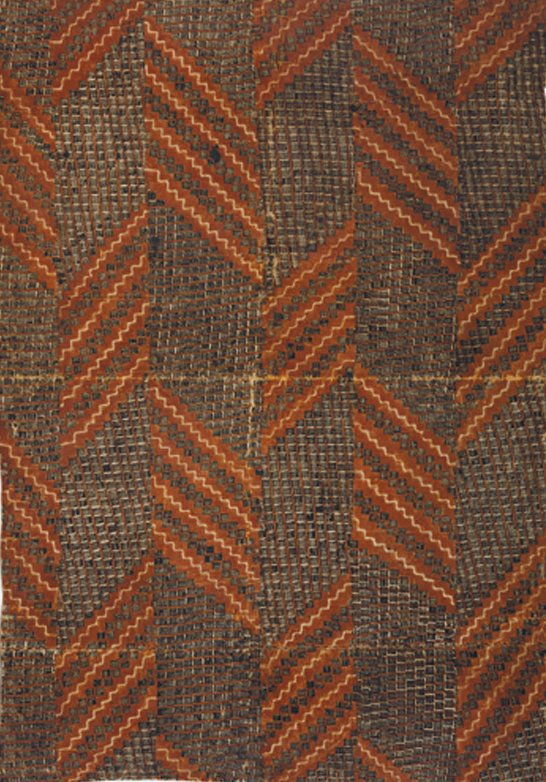
Kapa (tela de corteza) hawaiana, s. XVIII, Cook-Foster Collection en la Universidad de Gotinga, Alemania.
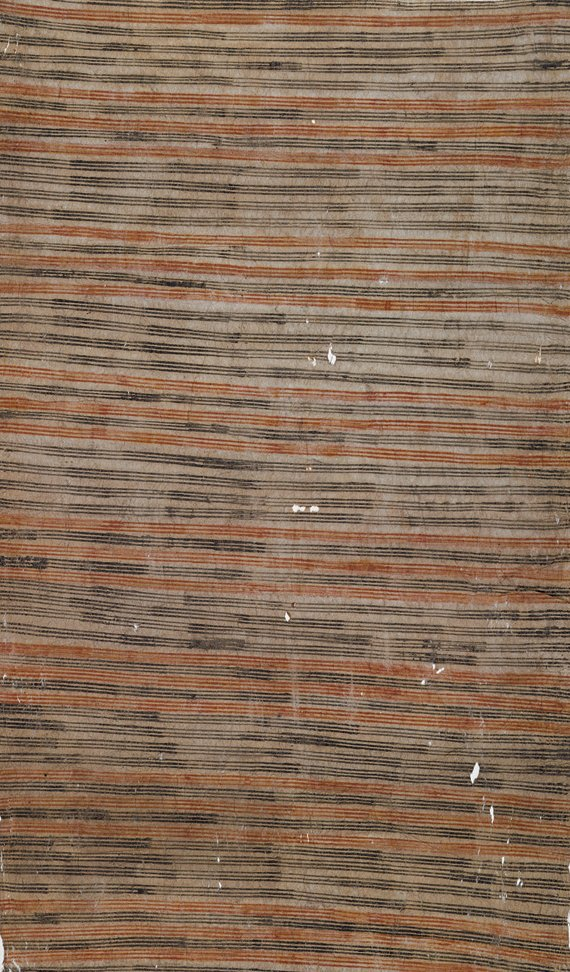
Kapa (tela de corteza) hawaiana, s. XVIII, Colección Cook-Foster de la Universidad de Gotinga, Alemania
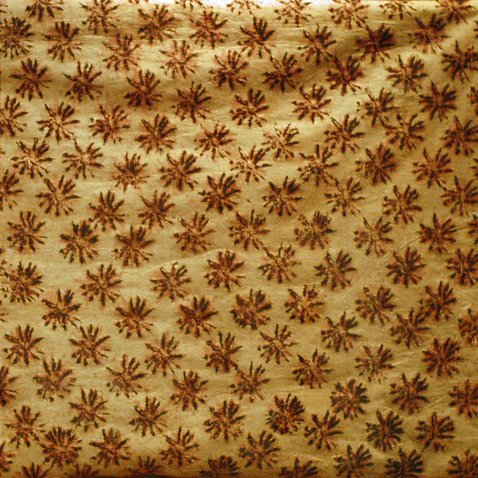
Kapa kilohana (tela de corteza), Hawái, s. XIX, Honolulu Museum of Art
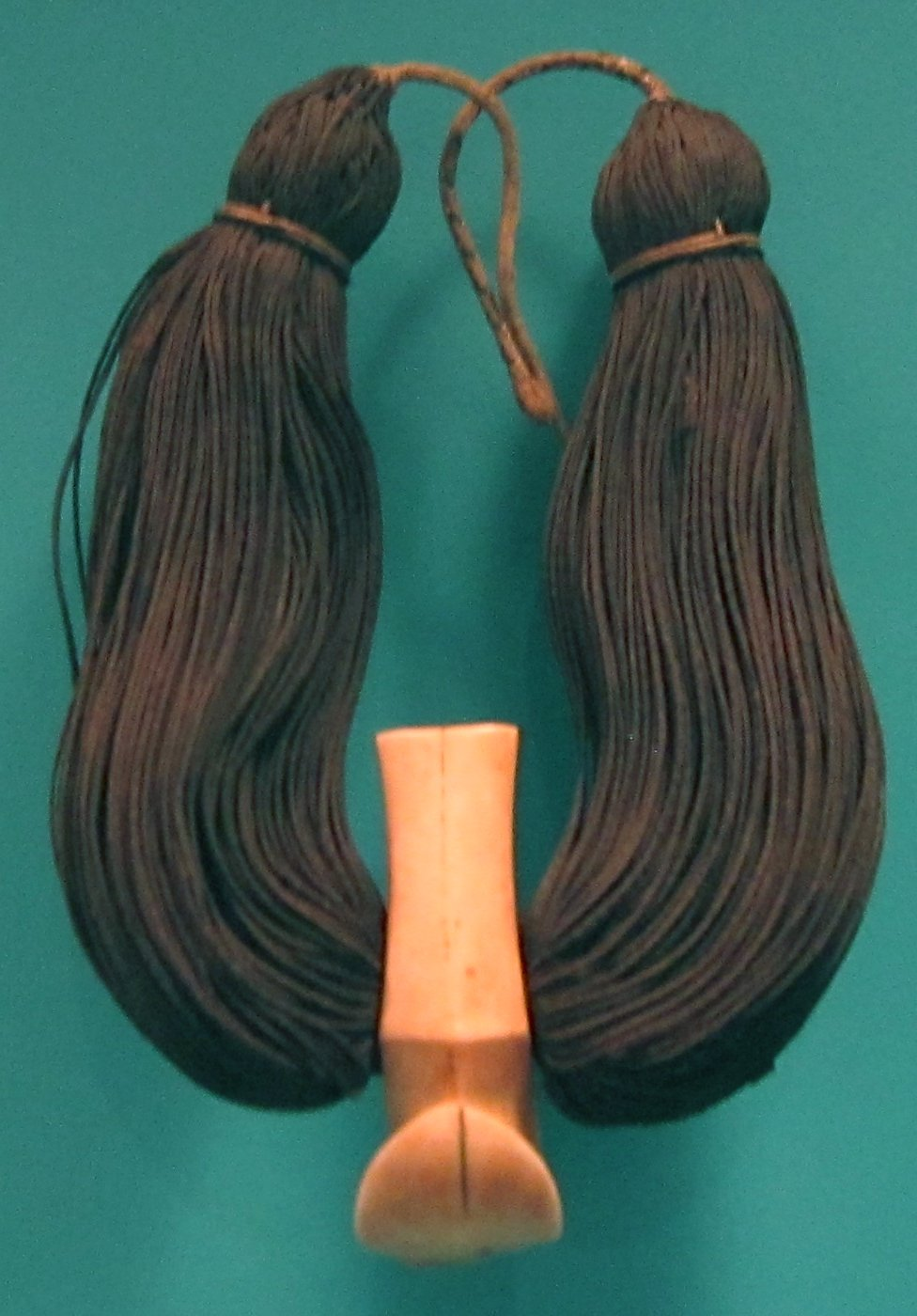
Lei niho palaoa (colgante hawaiano), s. XIX, diente de cachalote tallado, cabello humano trenzado, cordón de olonā, Honolulu Museum of Art
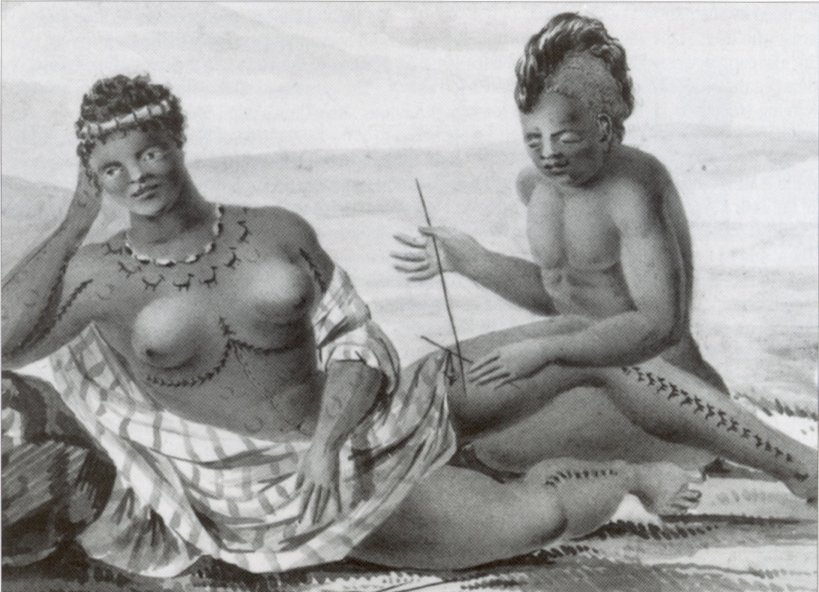
Tatuaje, Islas Sándwich, por Jacques Arago, Honolulu Museum of Art
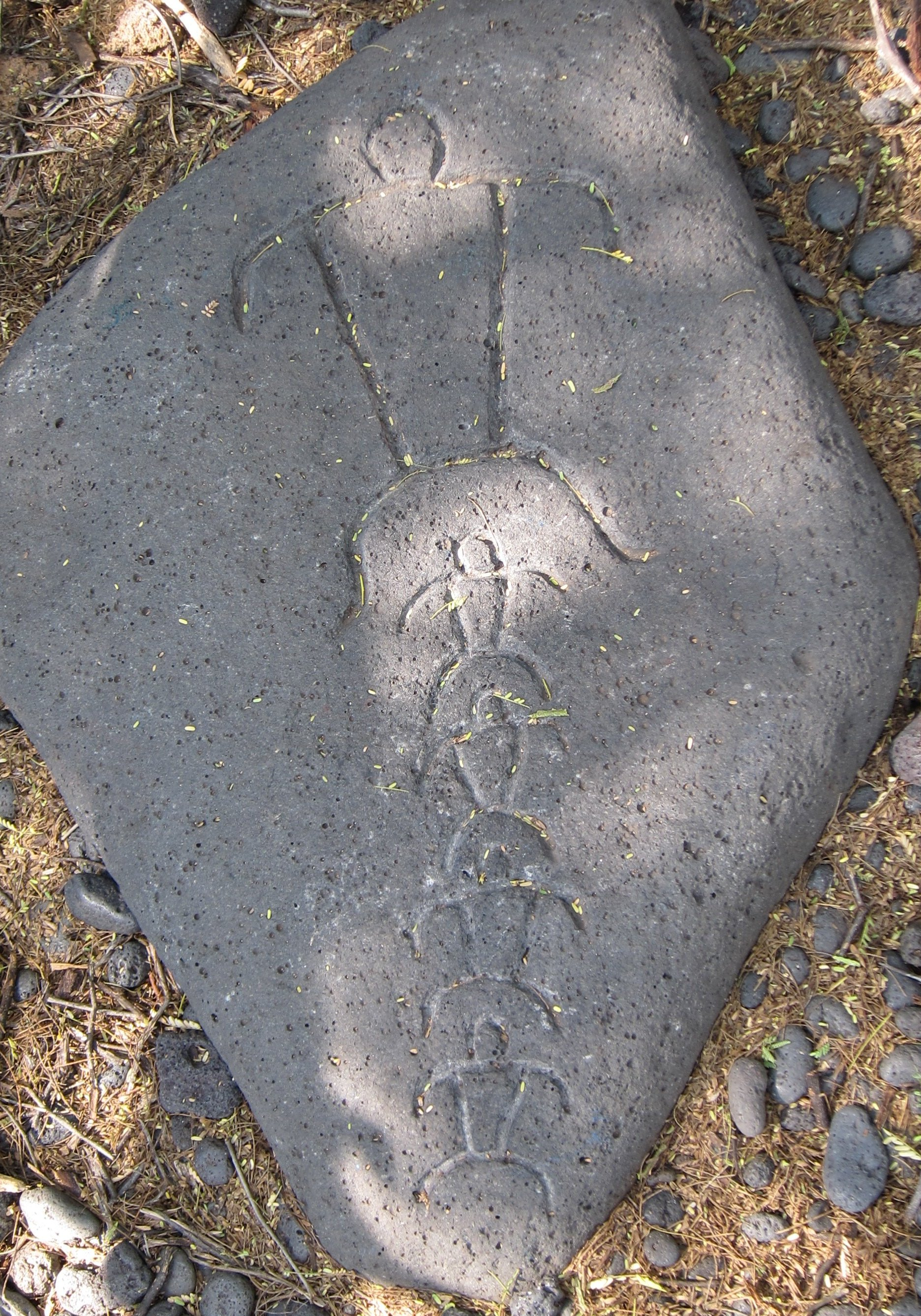
Petroglifo del Puako Petroglyph Archaeological District
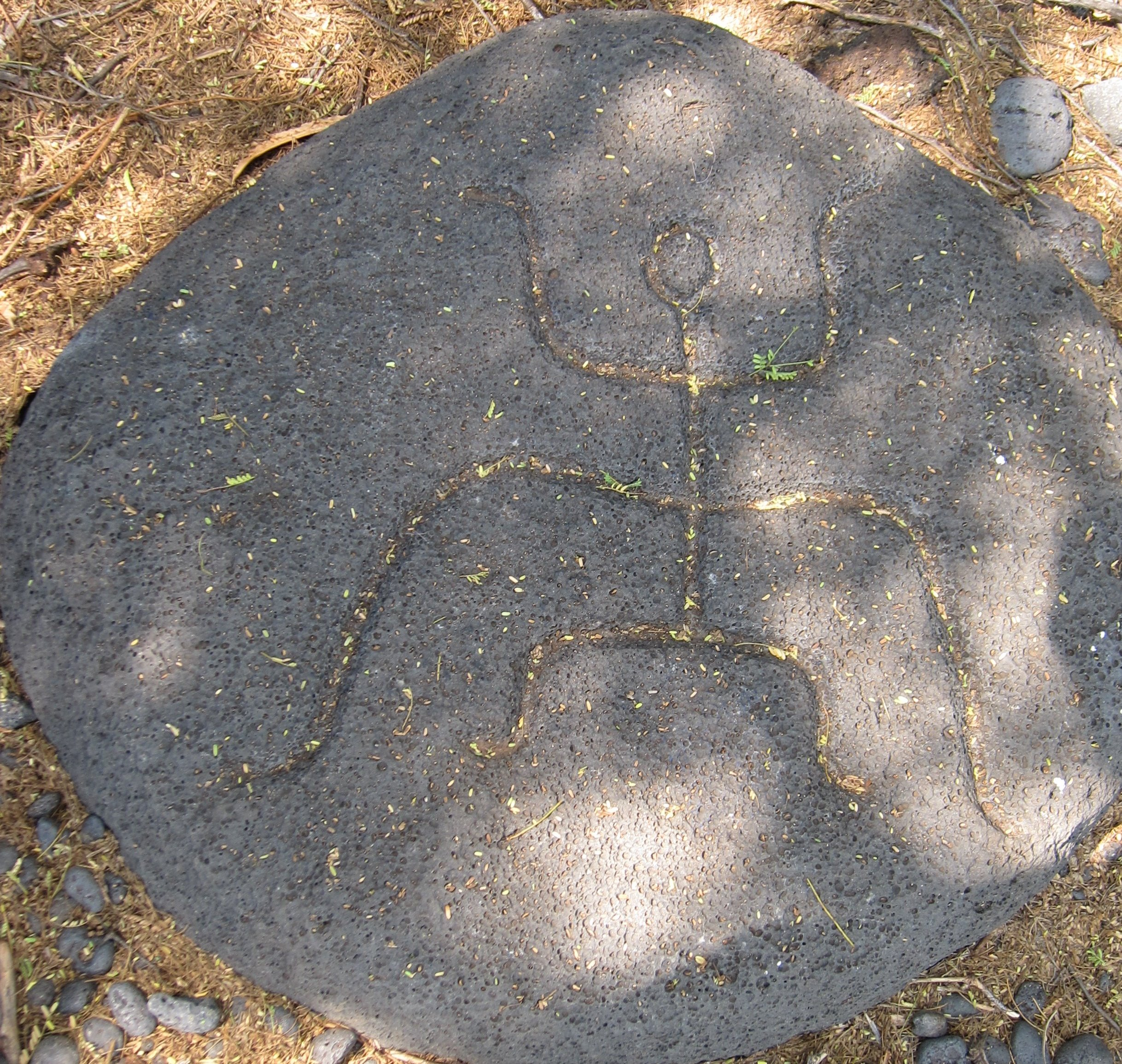
Petroglifo del Puako Petroglyph Archaeological District